# Piccolo (hotelbediende)

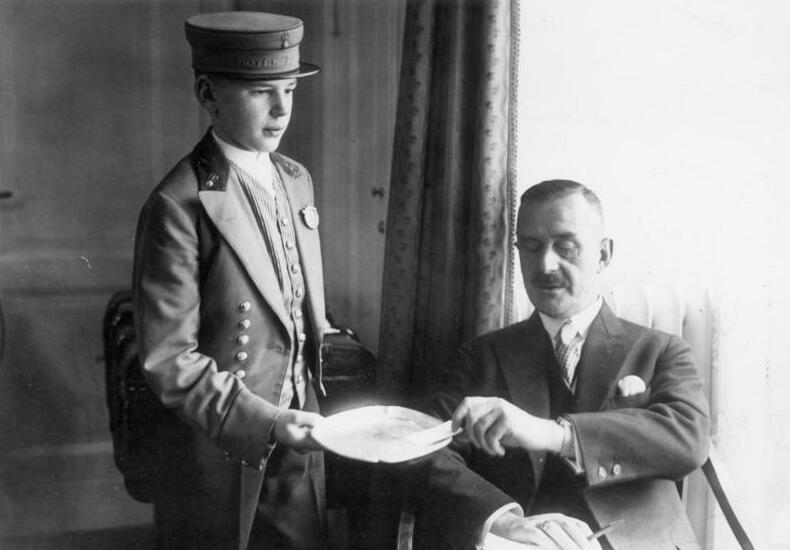
Een piccolo en Thomas Mann in Hotel Adlon (1929).

Een piccolo is een persoon, vaak in uniform, die in een (luxueus) hotel de gasten assisteert met allerlei voorkomende zaken. Meestal is een piccolo (letterlijk vertaald uit het Italiaans: klein) een tienerjongen - vandaar de naam - maar er komen ook oudere piccolo's voor.
Tot de taken van een piccolo behoren onder meer het begeleiden van de gasten naar hun kamer, waarbij hij de bagage draagt. Verder kan hij allerlei andere klusjes voor de gasten uitvoeren bijvoorbeeld het verzorgen van roomservice of het bellen of staande houden van een taxi. Soms fungeert een piccolo ook als portier of conciërge.
In tegenstelling tot een conciërge heeft een piccolo geen eigen desk maar loopt rond.

## Varia
In het televisieprogramma de Vakantieman had Frits Bom een piccolo die in het programma allerlei klusjes opknapte voor de presentator, de gasten en het aanwezige publiek.